# اسپلینترنت
اسپلینترنت (انگلیسی: Splinternet) مشخصه‌ای از اینترنت است که به دلیل عوامل مختلفی مانند فناوری، تجارت، سیاست، ملی‌گرایی، مذهب و منافع ملی متفاوت، منشعب و تقسیم شده‌است. هفته نامه اکونومیست می‌نویسد: «نیروهای قدرتمند آن را تجزیه می‌کنند» و ممکن است به زودی در امتداد مرزهای جغرافیایی و تجاری منشعب شود. کشورهایی مانند چین به دلایل سیاسی چیزی را که «دیوار آتش بزرگ چین» نامیده می‌شود، برپا کرده‌اند، و روسیه قانون مستقل اینترنت را وضع کرده‌است که به آن اجازه می‌دهد خود را از بقیه اینترنت جدا کند، در حالی که سایر کشورها، مانند ایالات متحده و استرالیا، در مورد طرح‌هایی برای ایجاد دیوار آتش مشابه برای جلوگیری از پورنوگرافی کودکان یا دستورالعمل‌های ساخت سلاح بحث می‌کنند.